# Yang Yang (ur. 1976)
Yang Yang (A) (chiń. upr. 杨扬; chiń. trad. 楊揚; pinyin Yáng Yáng; ur. 24 sierpnia 1976 w Harbinie) – chińska łyżwiarka startująca w short tracku, mistrzyni olimpijska i świata.
Po raz pierwszy Yang Yang zdobyła medal na Igrzyskach Olimpijskich w 1998, gdzie zajęła 3. miejsce w wyścigu drużynowym na 3000 m. Na kolejnych Igrzyskach w 2002 zdobyła indywidualnie dwa złote medale (w wyścigu na 500 m i 1000 m) oraz jeden srebrny medal (w wyścigu drużynowym na 3000 m). Jej złoty medal był pierwszym złotym medalem zimowych igrzysk olimpijskich dla reprezentacji Chin. Na Igrzyskach Olimpijskich w 2006 zdobyła brązowy medal w indywidualnym wyścigu na 1000 m.
Yang Yang, startując w zawodach short tracku, nosiła identyfikator „(A)”, który odróżniał ją od innej chińskiej zawodniczki w short tracku Yang Yang (S), która w tym samym okresie również zdobywała medale olimpijskie. Początkowo Yang Yang (A) oznaczana była literą „L” (od angielskiego „large”, a to od chińskiego 大, czyli „duży”, którego używa się na określenie starszej osoby). Yang Yang nie spodobało się to oznaczenie i postanowiła, że będzie oznaczana literą „A”. Drugiej z zawodniczek nadano oznaczenie „S” (od angielskiego „small”), które nosiła aż do zakończenia kariery. Mimo że Yang Yang (S) wycofała się z czynnego uprawiania sportu, Yang Yang (A) nadal używa podczas zawodów swojego identyfikatora.